# 維德諾耶
55°33′N 37°42′E / 55.550°N 37.700°E
維德諾耶（羅馬化：Vidnoye）是俄羅斯莫斯科州的一個城市，位於莫斯科以南3公里。2002年時人口為52,198人。
維德諾耶於1902年開埠，1965年正式設市。